# Persone di nome Simon
| Questa pagina contiene informazioni ricavate automaticamente dalle voci biografiche con l'ausilio del template Bio e di un bot. L'aggiornamento è periodico e automatico e ricostruisce completamente la pagina. Se manca una persona in questa lista, sei pregato di non aggiungerla, ma accertati piuttosto che la sua voce biografica contenga il template Bio e che i dati anagrafici siano correttamente compilati. Se il template Bio manca, inseriscilo tu stesso o, in alternativa, metti l'avviso {{tmp\|Bio}} che ne segnala la mancanza. Se i dati riportati sono sbagliati, correggi direttamente la voce biografica; le modifiche saranno visibili in questa lista entro pochi giorni. Per chiarimenti vedi il progetto antroponimi. La lista contiene solo le 484 persone che sono citate nell'enciclopedia e per le quali è stato implementato correttamente il template Bio. Pagina aggiornata al 6 ago 2025. |

Questa è una lista di persone presenti nell'enciclopedia che hanno il nome Simon, suddivise per attività principale.

## Allenatori di calcio(15)
- Simon Barjie, allenatore di calcio e ex calciatore italiano (Milano, n. 1978)
- Simon Davies, allenatore di calcio e ex calciatore gallese (Haverfordwest, n. 1979)
- Simon Ithel Davies, allenatore di calcio e ex calciatore gallese (Winsford, n. 1974)
- Simon Donnelly, allenatore di calcio e ex calciatore scozzese (Glasgow, n. 1974)
- Simon Elliott, allenatore di calcio e ex calciatore neozelandese (Wellington, n. 1974)
- Simon Grayson, allenatore di calcio e ex calciatore inglese (Ripon, n. 1969)
- Simon Haworth, allenatore di calcio e ex calciatore gallese (Cardiff, n. 1977)
- Simon Henzler, allenatore di calcio e ex calciatore tedesco (Ravensburg, n. 1976)
- Simon McMenemy, allenatore di calcio e ex calciatore scozzese (Aberdeen, n. 1977)
- Simon Osborn, allenatore di calcio e ex calciatore inglese (Croydon, n. 1972)
- Simon Poulsen, allenatore di calcio e ex calciatore danese (Sønderborg, n. 1984)
- Simon Royce, allenatore di calcio e ex calciatore inglese (Forest Gate, n. 1971)
- Simon Rožman, allenatore di calcio e ex calciatore sloveno (Celje, n. 1983)
- Simon Rusk, allenatore di calcio e ex calciatore scozzese (Peterborough, n. 1981)
- Simon Stainrod, allenatore di calcio e ex calciatore inglese (Sheffield, n. 1959)

## Allenatori di hockey su ghiaccio(1)
- Simon Fabris, allenatore di hockey su ghiaccio e ex hockeista su ghiaccio italiano (Bolzano, n. 1986)

## Alpinisti(1)
- Simon Yates, alpinista britannico (Croft, n. 1963)

## Ambasciatori(1)
- Simon Francesco Orlandi, ambasciatore italiano († 1497)

## Ambientalisti(1)
- Simon Cowell, ambientalista e conduttore televisivo britannico (Epsom, n. 1952 - Leatherhead, † 2024)

## Ammiragli(1)
- Simon Dekker, ammiraglio olandese (Hoorn, n. 1756 - Maasdammerhof teBergen, † 1824)

## Animatori(1)
- Simon Wells, animatore, regista e sceneggiatore britannico (Cambridge, n. 1961)

## Arbitri di calcio(1)
- Simon Lee Evans, arbitro di calcio gallese (Bangor, n. 1975)

## Architetti(2)
- Simon Bosboom, architetto e scrittore olandese (Emden, n. 1614 - Amsterdam, † 1662)
- Simon Ungers, architetto tedesco (Colonia, n. 1957 - Hürth, † 2006)

## Arcieri(2)
- Simon Fairweather, arciere australiano (Adelaide, n. 1969)
- Simon Terry, arciere britannico (Stirling, n. 1974 - † 2021)

## Arcivescovi(1)
- Simon Mepeham, arcivescovo inglese († 1333)

## Arcivescovi cattolici(6)
- Simon Aichner, arcivescovo cattolico austriaco (Terento, n. 1816 - Novacella, † 1910)
- Simon Poh Hoon Seng, arcivescovo cattolico malese (Sri Aman, n. 1963)
- Simon Ok Hyun-jjn, arcivescovo cattolico sudcoreano (Muan, n. 1968)
- Simon Islip, arcivescovo cattolico inglese (Islip - Mayfield, † 1366)
- Simon Ntamwana, arcivescovo cattolico burundese (Mukenke, n. 1946)
- Simon Sudbury, arcivescovo cattolico inglese (Sudbury - Londra, † 1381)

## Artigiani(1)
- Simon Bourguet, artigiano francese (Parigi, n. 1705 - Parigi, † 1775)

## Artisti(3)
- Simon Faithfull, artista britannico (Ipsden, n. 1966)
- Simon Linke, artista britannico (Benalla, n. 1958)
- Simon Stålenhag, artista, musicista e designer svedese (n. 1984)

## Astrologi(1)
- Simon Forman, astrologo inglese (n. 1552 - Londra, † 1611)

## Astronomi(2)
- Simon James Collander-Brown, astronomo britannico
- Simon Marius, astronomo tedesco (Gunzenhausen, n. 1573 - Ansbach, † 1624)

## Attivisti(3)
- Simon Lévy, attivista, linguista e antropologo marocchino (Fès, n. 1934 - Rabat, † 2011)
- Simon Nkoli, attivista sudafricano (Soweto, n. 1957 - Johannesburg, † 1998)
- Simon Weston, attivista e scrittore britannico (Caerphilly, n. 1961)

## Attori(30)
- Simon Abkarian, attore francese (Gonesse, n. 1962)
- Simon Armstrong, attore britannico (Llanelli, n. 1966)
- Simon Baker, attore, regista e produttore televisivo australiano (Launceston, n. 1969)
- Simon Pegg, attore, comico e sceneggiatore britannico (Brockworth, n. 1970)
- Simon Callow, attore, regista e sceneggiatore britannico (Streatham, n. 1949)
- Simon Crane, attore e stuntman britannico (Twickenham, n. 1960)
- Simon Farnaby, attore, comico e sceneggiatore britannico (Darlington, n. 1973)
- Simon Fenton, attore britannico (Londra, n. 1976)
- Simon Fisher-Becker, attore britannico (Hillingdon, n. 1961 - Londra, † 2025)
- Simon Greenall, attore e sceneggiatore britannico (Longtown, n. 1958)
- Simon Helberg, attore, comico e pianista statunitense (Los Angeles, n. 1980)
- Simon Jones, attore britannico (Charlton Park, n. 1950)
- Simon Kassianides, attore, sceneggiatore e produttore cinematografico britannico (Londra, n. 1979)
- Simon Kunz, attore statunitense (n. 1962)
- Simon MacCorkindale, attore britannico (Ely, n. 1952 - Londra, † 2010)
- Simon McBurney, attore e regista britannico (Cambridge, n. 1957)
- Simon Merrells, attore britannico (Epping, n. 1965)
- Simon Oakland, attore e violinista statunitense (New York, n. 1915 - Cathedral City, † 1983)
- Simon Paisley Day, attore britannico (Gillingham, n. 1967)
- Simon Prescott, attore statunitense (New York, n. 1936)
- Simon Quarterman, attore britannico (Norwich, n. 1977)
- Simon Rex, attore e rapper statunitense (San Francisco, n. 1974)
- Simon Russell Beale, attore britannico (Penang, n. 1961)
- Simon Scott, attore statunitense (Monterey Park, n. 1920 - Los Alamitos, † 1991)
- Simon Scuddamore, attore britannico (Londra, n. 1956 - Londra, † 1984)
- Simon Shelton, attore britannico (Londra, n. 1966 - Liverpool, † 2018)
- Simon Van Buyten, attore belga
- Simon Ward, attore britannico (Beckenham, n. 1941 - Londra, † 2012)
- Simon Woods, attore britannico (n. 1980)
- Simon Yam, attore e produttore cinematografico cinese (Hong Kong, n. 1955)

## Attori teatrali(1)
- Simon Bowman, attore teatrale, cantante e attore teatrale britannico (Cardiff, n. 1961)

## Avvocati(1)
- Simon Gronowski, avvocato belga (Bruxelles, n. 1931)

## Baritoni(1)
- Simon Keenlyside, baritono inglese (Londra, n. 1959)

## Bassisti(3)
- Simon Gallup, bassista britannico (Duxhurst, n. 1960)
- Simon Jones, bassista britannico (Liverpool, n. 1972)
- Sid Vicious, bassista e cantante britannico (Londra, n. 1957 - New York, † 1979)

## Batteristi(5)
- Simon Goubert, batterista francese (Rennes, n. 1960)
- Simon King, batterista inglese (Oxford, n. 1950)
- Simon Kirke, batterista britannico (Lambeth, n. 1949)
- Simon Phillips, batterista britannico (Londra, n. 1957)
- Simon Wright, batterista britannico (Manchester, n. 1963)

## Biatleti(4)
- Simon Desthieux, ex biatleta francese (Belley, n. 1991)
- Simon Eder, biatleta austriaco (Zell am See, n. 1983)
- Simon Fourcade, ex biatleta francese (Perpignano, n. 1984)
- Simon Schempp, ex biatleta tedesco (Mutlangen, n. 1988)

## Biografi(1)
- Simon Louvish, biografo e produttore cinematografico scozzese (Glasgow, n. 1947)

## Bobbisti(1)
- Simon Friedli, bobbista, velocista e ostacolista svizzero (n. 1991)

## Botanici(1)
- Simon Schwendener, botanico svizzero (Buchs, n. 1829 - Berlino, † 1919)

## Canottieri(5)
- Simon Dennis, ex canottiere britannico (Henley-on-Thames, n. 1976)
- Simon Dickie, canottiere neozelandese (n. 1951 - Taupo, † 2017)
- Simon Niepmann, canottiere svizzero (Lörrach, n. 1985)
- Simon Schürch, canottiere svizzero (Rothrist, n. 1990)
- Simon van Dorp, canottiere olandese (Amsterdam, n. 1997)

## Cantanti(9)
- Simon Cruz, cantante svedese (n. 1979)
- Simon Curtis, cantante e attore statunitense (Michigan, n. 1986)
- Simon Elbaz, cantante, compositore e attore marocchino (Bejaad)
- Salim Halali, cantante e musicista algerino (Annaba, n. 1920 - Cannes, † 2005)
- Simon Le Bon, cantante britannico (Bushey, n. 1958)
- Simon Mathew, cantante danese (Grenå, n. 1983)
- Simon Neil, cantante, chitarrista e cantautore scozzese (Irvine, n. 1979)
- Simon Norrsveden, cantante svedese (Värnamo, n. 1986)
- Simon Webbe, cantante britannico (Manchester, n. 1978)

## Cardinali(3)
- Simon d'Armentières, cardinale francese (Francia - Roma, † 1297)
- Simon Langham, cardinale e arcivescovo cattolico britannico (Langham - Avignone, † 1376)
- Simon Ignatius Pimenta, cardinale e arcivescovo cattolico indiano (Marol, n. 1920 - Mumbai, † 2013)

## Cestisti(9)
- Simon Anumba, cestista italiano (Reggio Emilia, n. 1996)
- Simon Birgander, cestista svedese (Kvistofta, n. 1997)
- Simon Buysse, cestista belga (Bruges, n. 1997)
- Simon Cottrell, ex cestista australiano (Canberra, n. 1963)
- Simon Dwight, ex cestista australiano (Melbourne, n. 1976)
- Simon Flockhart, ex cestista scozzese (Edimburgo, n. 1979)
- Simon Petrov, ex cestista e allenatore di pallacanestro sloveno (Novo Mesto, n. 1976)
- Simon Schagen, ex cestista olandese (n. 1940)
- Simon Schmitz, ex cestista tedesco (Berlino, n. 1990)

## Chitarristi(4)
- Simon McBride, chitarrista britannico (Belfast, n. 1979)
- Simon Nicol, chitarrista e cantante inglese (Londra, n. 1950)
- Simon Tong, chitarrista e tastierista inglese (Lancashire, n. 1972)
- Simon Townshend, chitarrista, compositore e cantante britannico (Chiswick, n. 1960)

## Ciclisti su strada(8)
- Simon Carr, ciclista su strada britannico (Hereford, n. 1998)
- Simon Clarke, ciclista su strada e pistard australiano (Melbourne, n. 1986)
- Simon Gerrans, ex ciclista su strada australiano (Melbourne, n. 1980)
- Simon Geschke, ex ciclista su strada tedesco (Berlino, n. 1986)
- Simon Guglielmi, ciclista su strada francese (Chambéry, n. 1997)
- Simon Pellaud, ciclista su strada svizzero (Martigny, n. 1992)
- Simon Špilak, ex ciclista su strada sloveno (Tišina, n. 1986)
- Simon Yates, ciclista su strada e pistard britannico (Bury, n. 1992)

## Combinatisti nordici(1)
- Simon Slåttvik, combinatista nordico norvegese (n. 1917 - Lillehammer, † 2001)

## Comici(1)
- Simon Amstell, comico, conduttore televisivo e sceneggiatore britannico (Londra, n. 1979)

## Compositori(4)
- Simon Bainbridge, compositore e docente britannico (Londra, n. 1952 - † 2021)
- Simon Franglen, compositore, produttore discografico e musicista britannico (Londra, n. 1963)
- Simon Gintzler, compositore e liutista tedesco (Sudtirolo - Trento)
- Simon Ives, compositore e organista inglese (n. 1600 - † 1662)

## Condottieri(1)
- Simon Bar Kokheba, condottiero ebreo antico

## Conduttori televisivi(1)
- Simon Reeve, conduttore televisivo e scrittore britannico (Londra, n. 1972)

## Critici musicali(1)
- Simon Reynolds, critico musicale britannico (Londra, n. 1963)

## Diplomatici(2)
- Simon Harcourt, I conte Harcourt, diplomatico inglese (Stanton Harcourt, n. 1714 - Nuneham House, † 1777)
- Simon Arnauld de Pomponne, diplomatico e politico francese (Parigi, n. 1618 - Fontainebleau, † 1699)

## Direttori d'orchestra(2)
- Simon Carrington, direttore d'orchestra, cantante e contrabbassista britannico (Wiltshire, n. 1942)
- Simon Rattle, direttore d'orchestra britannico (Liverpool, n. 1955)

## Direttori della fotografia(1)
- Simon Duggan, direttore della fotografia neozelandese (Wellington, n. 1959)

## Dirigenti sportivi(1)
- Simon Milward, dirigente sportivo britannico (Strete, n. 1965 - Kayes, † 2005)

## Disc jockey(2)
- Simon Patterson, disc jockey e produttore discografico britannico (Belfast, n. 1981)
- The Toxic Avenger, disc jockey, compositore e produttore discografico francese (n. 1982)

## Discoboli(1)
- Simon Pettersson, discobolo svedese (Tobo, n. 1994)

## Drammaturghi(3)
- Simon Gantillon, drammaturgo e sceneggiatore francese (Lione, n. 1887 - Neuilly-sur-Seine, † 1961)
- Simon Gray, drammaturgo, scrittore e sceneggiatore britannico (Hayling Island, n. 1936 - Londra, † 2008)
- Simon Stephens, drammaturgo britannico (Stockport, n. 1971)

## Economisti(2)
- Simon Johnson, economista britannico (Sheffield, n. 1963)
- Simon Kuznets, economista russo (Pinsk, n. 1901 - Cambridge, † 1985)

## Editori(1)
- Simon de Colines, editore francese (n. 1480 - † 1546)

## Esploratori(1)
- Simon Fraser, esploratore britannico (Mapletown, n. 1776 - St. Andrews West, † 1862)

## Filosofi(2)
- Simon Critchley, filosofo e scrittore britannico (Hertfordshire, n. 1960)
- Simon Foucher, filosofo e abate francese (Digione, n. 1644 - Parigi, † 1696)

## Fisici(1)
- Simon van der Meer, fisico olandese (L'Aia, n. 1925 - Ginevra, † 2011)

## Fumettisti(1)
- Simon Bisley, fumettista britannico (n. 1962)

## Generali(7)
- Simon Bernard, generale, politico e nobile francese (Dole, n. 1779 - Parigi, † 1839)
- Simon Bolivar Buckner Jr., generale statunitense (Munfordville, n. 1886 - Isola di Okinawa, † 1945)
- Simon Bolivar Buckner, generale e politico statunitense (Munfordville, n. 1823 - Munfordville, † 1914)
- Simon Canuel, generale francese (Les Trois-Moutiers, n. 1767 - Loudun, † 1840)
- Simon Hubert Carteret-Trécourt, generale francese (Rolampont, n. 1821 - Parigi, † 1885)
- Simon de Lalaing, generale olandese (Montigny-en-Ostrevent, n. 1405 - † 1476)
- Simon Fraser, XIV Lord Lovat, generale scozzese (n. 1871 - † 1933)

## Gesuiti(1)
- Simon Le Moyne, gesuita francese (Beauvais, n. 1604 - Cap-de-la-Madeleine, † 1665)

## Giocatori di badminton(1)
- Simon Archer, ex giocatore di badminton britannico (Worcester, n. 1973)

## Giocatori di calcio a 5(3)
- Simon Aitchison, ex giocatore di calcio a 5 australiano (n. 1972)
- Simon Karl Johansson, giocatore di calcio a 5 e calciatore norvegese (n. 1989)
- Simon Laugsand, giocatore di calcio a 5 e calciatore norvegese (n. 1992)

## Giocatori di curling(1)
- Simon Strübin, giocatore di curling svizzero (Zurigo, n. 1979)

## Giocatori di football americano(7)
- Simon Brenner, ex giocatore di football americano tedesco (n. 1984)
- Bobby Engram, ex giocatore di football americano e allenatore di football americano statunitense (Camden, n. 1973)
- Simon Fletcher, ex giocatore di football americano statunitense (Bay City, n. 1962)
- Simon Føns, giocatore di football americano danese
- Simon Gavanda, ex giocatore di football americano e allenatore di football americano tedesco
- Simon Schwetz, giocatore di football americano tedesco (n. 1989)
- Simon Sommerfeld, ex giocatore di football americano e allenatore di football americano tedesco (Amburgo, n. 1983)

## Giocatori di freccette(1)
- Simon Whitlock, giocatore di freccette australiano (Cessnock, n. 1969)

## Giocatori di snooker(1)
- Simon Lichtenberg, giocatore di snooker tedesco (Berlino, n. 1997)

## Giornalisti(3)
- Simon Carmiggelt, giornalista e scrittore olandese (L'Aia, n. 1913 - Amsterdam, † 1987)
- Simon Cumbers, giornalista irlandese (n. 1968 - † 2004)
- Simon Kaggwa Njala, giornalista ugandese (Kampala, n. 1972)

## Giuristi(1)
- Simon Heinrich Gondela, giurista tedesco (Brema, n. 1765 - Heidelberg, † 1832)

## Golfisti(1)
- Simon Harbaugh, golfista statunitense (Manns Choice, n. 1873 - Meramec Township, † 1960)

## Hockeisti su ghiaccio(5)
- Simon Després, hockeista su ghiaccio canadese (Laval, n. 1991)
- Simon Gagné, ex hockeista su ghiaccio canadese (Sainte-Foy, n. 1980)
- Simon Gamache, ex hockeista su ghiaccio canadese (Thetford Mines, n. 1981)
- Simon Kostner, hockeista su ghiaccio italiano (Bolzano, n. 1990)
- Simon Moser, hockeista su ghiaccio svizzero (Berna, n. 1989)

## Hockeisti su prato(2)
- Simon Gougnard, hockeista su prato belga (Nivelles, n. 1991)
- Simon Orchard, hockeista su prato australiano (n. 1986)

## Imprenditori(2)
- Simon Jordan, imprenditore inglese (Thornton Heath, n. 1967)
- Simon Murray, imprenditore, avventuriero e scrittore inglese (Leicester, n. 1940)

## Incisori(4)
- Simon Frisius, incisore olandese (Harlingen, n. 1570 - L'Aia, † 1628)
- Simon van de Passe, incisore, disegnatore e mercante d'arte olandese (Colonia, n. 1595 - Copenaghen, † 1647)
- Simon François Ravenet, incisore francese (Parigi, n. 1706 - Londra, † 1774)
- Simon Jean François Ravenet, incisore francese (Parigi, n. 1737 - Parma, † 1821)

## Informatici(2)
- Simon Peyton Jones, informatico britannico (n. 1958)
- Simon Tatham, programmatore inglese (n. 1977)

## Ingegneri(4)
- Simon Ramo, ingegnere e imprenditore statunitense (Salt Lake City, n. 1913 - Santa Monica, † 2016)
- Samuel Spritzman, ingegnere russo (Chișinău, n. 1904 - Parma, † 1982)
- Simon Sze, ingegnere taiwanese (Nanchino, n. 1936 - † 2023)
- Simon Wiesenthal, ingegnere e scrittore austriaco (Butschatsch, n. 1908 - Vienna, † 2005)

## Insegnanti(1)
- Simon Schoon, insegnante e partigiano olandese (n. 1912 - Groninga, † 1989)

## Lottatori(1)
- Simon de Lanfranchi, lottatore francese (Levie, n. 1898)

## Maratoneti(3)
- Simon Biwott, ex maratoneta keniota (n. 1970)
- Simon Chemoiywo, ex maratoneta e ex mezzofondista keniota (n. 1968)
- Simon Lopuyet, ex maratoneta keniota (n. 1972)

## Marciatori(1)
- Simon Wachira, marciatore keniota (n. 1984)

## Matematici(6)
- Simon Donaldson, matematico britannico (Cambridge, n. 1957)
- Simon Kochen, matematico canadese (Anversa, n. 1934)
- Simon Antoine Jean Lhuilier, matematico svizzero (Ginevra, n. 1750 - Ginevra, † 1840)
- Simon Newcomb, matematico e astronomo statunitense (Wallace, n. 1835 - Washington, † 1909)
- Simon Plouffe, matematico canadese (Saint-Jovite, n. 1956)
- Simon von Stampfer, matematico, fisico e inventore austriaco (Matrei in Osttirol - Vienna, † 1864)

## Medici(2)
- Simon Baruch, medico prussiano (Swarzędz, n. 1840 - New York, † 1921)
- Simon François Bernard, medico e rivoluzionario francese (Carcassonne, n. 1817 - Londra, † 1862)

## Mercenari(1)
- Simon Mann, mercenario e militare britannico (Aldershot, n. 1952 - † 2025)

## Mezzofondisti(2)
- Simon Arusei, ex mezzofondista e maratoneta keniota (Eldoret, n. 1977)
- Simon Karori, ex mezzofondista e maratoneta keniota (n. 1959)

## Militari(1)
- Simon de Melun, militare francese (Courtrai, † 1302)

## Miniatori(1)
- Simon Bening, miniatore fiammingo (Fiandre, n. 1483 - † 1561)

## Modelli(1)
- Simon Nessman, supermodello canadese (Courtenay, n. 1989)

## Multiplisti(1)
- Simon Ehammer, multiplista e lunghista svizzero (Stein, n. 2000)

## Musicisti(8)
- Simon Balestrazzi, musicista e compositore italiano
- Bonobo, musicista e disc jockey britannico (Brighton, n. 1976)
- Simon Climie, musicista e produttore discografico britannico (Londra, n. 1957)
- Simon Fisher Turner, musicista, cantautore e compositore inglese (Dover, n. 1954)
- Hallucinogen, musicista britannico (Londra, n. 1971)
- Simon Hinkler, musicista inglese (n. 1959)
- Art of Trance, musicista britannico (n. 1970)
- Simon Thaur, musicista, produttore cinematografico e attore pornografico austriaco (Carinzia, n. 1960)

## Musicologi(1)
- Simon P. Keefe, musicologo britannico (Leicester, n. 1968)

## Navigatori(1)
- Simon di Utrecht, marinaio olandese (Amburgo, † 1437)

## Neuroscienziati(1)
- Simon LeVay, neuroscienziato britannico (Oxford, n. 1943)

## Nobili(4)
- Simon fitz Alan, nobile inglese († 1200)
- Simon Fraser, XI Lord Lovat, nobile e militare scozzese (Londra, † 1747)
- Simon Fraser, XV Lord Lovat, nobile e militare britannico (Beauly, n. 1911 - Beauly, † 1995)
- Simon Ramsay, XVI conte di Dalhousie, nobile e politico scozzese (n. 1914 - † 1999)

## Nuotatori(3)
- Simon Bucher, nuotatore austriaco (Innsbruck, n. 2000)
- Simon Orlik, nuotatore austriaco (Vienna, n. 1876 - Cricklewood, † 1942)
- Simon Sjödin, nuotatore svedese (Stoccolma, n. 1986)

## Operai(1)
- Simon Dereure, operaio francese (Lapalisse, n. 1838 - Parigi, † 1900)

## Organisti(2)
- Simon Preston, organista e compositore britannico (Bournemouth, n. 1938 - † 2022)
- Simon Sechter, organista, compositore e direttore d'orchestra austriaco (Frymburk, n. 1788 - Vienna, † 1867)

## Orientalisti(1)
- Simon Ockley, orientalista e storico inglese (Exeter, n. 1678 - Swavesey, † 1720)

## Pallavolisti(3)
- Simon Hirsch, pallavolista tedesco (Ulma, n. 1992)
- Simon Tischer, pallavolista tedesco (Schwäbisch Gmünd, n. 1982)
- Simon Van de Voorde, pallavolista belga (Lovanio, n. 1989)

## Papi(1)
- Pietro, papa, vescovo e santo (Betsaida - Roma)

## Patriarchi cattolici(1)
- Simon de Maugastel, patriarca cattolico e politico francese (Regno di Francia - Costantinopoli, † 1233)

## Pattinatori artistici su ghiaccio(1)
- Simon Shnapir, pattinatore artistico su ghiaccio statunitense (Mosca, n. 1987)

## Pentatleti(1)
- Simon Casse, pentatleta francese (Cuise-la-Motte, n. 1991)

## Personaggi televisivi(1)
- Simon Cowell, personaggio televisivo e produttore discografico britannico (Lambeth, n. 1959)

## Pianisti(3)
- Simon Barer, pianista ucraino (Odessa, n. 1896 - New York, † 1951)
- Simon Tedeschi, pianista australiano (Gosford, n. 1981)
- Simon Trpčeski, pianista macedone (Skopje, n. 1979)

## Piloti automobilistici(2)
- Simon Pagenaud, pilota automobilistico francese (Poitiers, n. 1984)
- Simon Trummer, pilota automobilistico svizzero (Frutigen, n. 1989)

## Piloti di rally(1)
- Simon Jean-Joseph, pilota di rally francese (Fort-de-France, n. 1969)

## Piloti motociclistici(3)
- Simon Andrews, pilota motociclistico britannico (Worcester, n. 1982 - Belfast, † 2014)
- Simon Buckmaster, pilota motociclistico britannico (n. 1961)
- Simon Crafar, pilota motociclistico neozelandese (Waiouru, n. 1969)

## Pistard(2)
- Simon van Velthooven, pistard neozelandese (n. 1988)
- Simon Vitzthum, ex pistard, ex mountain biker e ex ciclocrossista svizzero (Arbon, n. 1995)

## Pittori(13)
- Simon Bussy, pittore francese (Dole, n. 1870 - Londra, † 1954)
- Simon Johannes Van Douw, pittore fiammingo (Anversa - Anversa)
- Simon Hantaï, pittore ungherese (Biatorbágy, n. 1922 - Parigi, † 2008)
- Simon Hollósy, pittore ungherese (Sighetu Marmației, n. 1857 - Tjačiv, † 1918)
- Simon Julien, pittore e incisore francese (Tolone, n. 1735 - Parigi, † 1800)
- Simon Marmion, pittore e miniatore francese (Amiens, n. 1425 - Valenciennes, † 1489)
- Simon Renard de Saint-André, pittore francese (Parigi, n. 1613 - Parigi, † 1677)
- Simon de Châlons, pittore francese (Châlons-en-Champagne, n. 1506 - † 1568)
- Simon Pimen Fëdorovič Ušakov, pittore russo (n. 1626 - † 1686)
- Simon Verelst, pittore fiammingo (L'Aia, n. 1644 - Londra, † 1710)
- Simon de Vlieger, pittore e incisore olandese (Rotterdam - Weesp, † 1653)
- Simon Vouet, pittore e disegnatore francese (Parigi, n. 1590 - Parigi, † 1649)
- Simon de Vos, pittore, incisore e collezionista d'arte fiammingo (Anversa, n. 1603 - Anversa, † 1676)

## Poeti(2)
- Simon Gregorčič, poeta sloveno (Ursina, n. 1844 - Gorizia, † 1906)
- Simon Vinkenoog, poeta e scrittore olandese (Amsterdam, n. 1928 - Amsterdam, † 2009)

## Polistrumentisti(1)
- Simon Raymonde, polistrumentista e produttore discografico inglese (Londra, n. 1962)

## Politici(12)
- Simon Bamberger, politico tedesco (Darmstadt-Eberstadt, n. 1846 - Salt Lake City, † 1926)
- Simon Busuttil, politico maltese (Attard, n. 1969)
- Simon Cameron, politico statunitense (Maytown, n. 1799 - Maytown, † 1889)
- Simon Crean, politico australiano (Melbourne, n. 1949 - Berlino, † 2023)
- Bill English, politico neozelandese (Lumsden, n. 1961)
- Simon Fizes de Sauve, politico francese (Villeveyrac, n. 1535 - Parigi, † 1579)
- Simon Hamilton, politico britannico (Newtownards, n. 1977)
- Simon Harris, politico irlandese (Greystones, n. 1986)
- Simon Kofe, politico tuvaluano (Funafuti, n. 1983)
- Simon Sabiani, politico e militare francese (Casamaccioli, n. 1888 - Barcellona, † 1956)
- Simon Pierre Tchoungui, politico camerunese (Camerun, n. 1916 - Yaoundé, † 1997)
- Simon Vratsian, politico e attivista armeno (Mets Sala, n. 1882 - Beirut, † 1969)

## Presbiteri(1)
- Simon Capra Aurea, presbitero e poeta francese

## Produttori discografici(1)
- Simon Fuller, produttore discografico e produttore televisivo britannico (Hastings, n. 1960)

## Psicologi(1)
- Simon Baron-Cohen, psicologo britannico (Londra, n. 1958)

## Registi(7)
- Simon Cellan Jones, regista britannico (n. 1963)
- Simon Curtis, regista, produttore televisivo e produttore cinematografico britannico (Londra, n. 1960)
- Simon Langton, regista e produttore televisivo britannico (Amersham, n. 1941)
- Simon Rumley, regista e sceneggiatore britannico (n. 1970)
- Simon Stone, regista, sceneggiatore e attore australiano (Basilea, n. 1984)
- Simon West, regista e produttore televisivo britannico (Letchworth Garden City, n. 1961)
- Simon Wincer, regista e produttore cinematografico australiano (Sydney, n. 1943)

## Registi teatrali(1)
- Simon Godwin, regista teatrale e direttore artistico britannico (n. 1978)

## Religiosi(1)
- Simon Kimbangu, religioso della Repubblica Democratica del Congo (Nkamba, n. 1889 - Elisabethville, † 1951)

## Rivoluzionari(1)
- Simon Zavarian, rivoluzionario armeno (Igahat, n. 1866 - Costantinopoli, † 1913)

## Rugbisti a 15(14)
- Simon Best, ex rugbista a 15 britannico (Craigavon, n. 1978)
- Simon Culhane, ex rugbista a 15 e allenatore di rugby a 15 neozelandese (Invercargill, n. 1968)
- Simon Danielli, ex rugbista a 15 britannico (Edimburgo, n. 1979)
- Simon Easterby, ex rugbista a 15 e allenatore di rugby a 15 irlandese (Harrogate, n. 1975)
- Simon Geoghegan, ex rugbista a 15 e avvocato britannico (Knebworth, n. 1968)
- Simon Halliday, ex rugbista a 15 e dirigente sportivo britannico (Haverfordwest, n. 1960)
- Simon Hodgkinson, ex rugbista a 15 britannico (Thornbury, n. 1962)
- Simon Mason, rugbista a 15 irlandese (Wirral, n. 1973)
- Simon Picone, ex rugbista a 15 italiano (Roma, n. 1982)
- Simon Poidevin, ex rugbista a 15 australiano (Goulburn, n. 1958)
- Simon Shaw, ex rugbista a 15 britannico (Nairobi, n. 1973)
- Simon Taylor, ex rugbista a 15 e imprenditore britannico (Stirling, n. 1979)
- Simon Webster, ex rugbista a 15 scozzese (Hartlepool, n. 1981)
- Simon Zebo, rugbista a 15 irlandese (Cock, n. 1990)

## Saggisti(1)
- Simon Schama, saggista e storico dell'arte britannico (Londra, n. 1945)

## Saltatori con gli sci(1)
- Simon Ammann, saltatore con gli sci svizzero (Grabs, n. 1981)

## Scacchisti(1)
- Simon Winawer, scacchista polacco (Varsavia, n. 1838 - Varsavia, † 1920)

## Sceneggiatori(6)
- Simon Ashdown, sceneggiatore e scrittore britannico (Inghilterra)
- Simon Beaufoy, sceneggiatore britannico (Keighley, n. 1966)
- Simon Kinberg, sceneggiatore, produttore cinematografico e regista statunitense (Londra, n. 1973)
- Simon Monjack, sceneggiatore, regista e produttore cinematografico britannico (Londra, n. 1970 - Los Angeles, † 2010)
- Simon Moore, sceneggiatore e regista britannico (n. 1958)
- Simon Rich, sceneggiatore e scrittore statunitense (New York, n. 1984)

## Schermidori(2)
- Alphonse Kirchhoffer, schermidore francese (Parigi, n. 1873 - Parigi, † 1913)
- Simon Senft, schermidore tedesco (Colonia, n. 1982)

## Sciatori alpini(5)
- Simon Fournier, sciatore alpino canadese (Montréal, n. 1997)
- Simon Jocher, sciatore alpino tedesco (Schongau, n. 1996)
- Simon Maurberger, sciatore alpino italiano (Brunico, n. 1995)
- Simon Rueland, sciatore alpino austriaco (n. 1997)
- Simon Talacci, sciatore alpino italiano (n. 2001)

## Sciatori freestyle(1)
- Simon d'Artois, sciatore freestyle canadese (Whistler, n. 1992)

## Scrittori(21)
- Simon Armitage, scrittore, poeta e saggista britannico (Huddersfield, n. 1963)
- Simon Astaire, scrittore britannico (Londra, n. 1961)
- Simon Beckett, scrittore e giornalista inglese (Sheffield, n. 1960)
- Simon Brett, scrittore britannico (Worcester Park, n. 1945)
- Simon Dach, scrittore e poeta tedesco (Memel, n. 1605 - Königsberg, † 1659)
- Simon Farquhar, scrittore e drammaturgo scozzese (n. 1972)
- Simon Jenko, scrittore e poeta sloveno (Podreča, n. 1835 - Kranj, † 1869)
- Simon Kuper, scrittore ugandese (Kampala, n. 1969)
- Simon Liberati, scrittore e giornalista francese (Parigi, n. 1960)
- Simon Mawer, scrittore e insegnante britannico (Inghilterra, n. 1948 - Roma, † 2025)
- Simon Sebag Montefiore, scrittore e giornalista britannico (Londra, n. 1965)
- Simon Morden, scrittore britannico (Gateshead)
- Simon Njami, scrittore e critico d'arte camerunese (Losanna, n. 1962)
- Simon Scarrow, scrittore britannico (Lagos, n. 1962)
- Simon Sinek, scrittore e saggista inglese (Londra, n. 1973)
- Simon Singh, scrittore britannico (Wellington, n. 1964)
- Simon Telkes, scrittore, statistico e attivista ungherese (Szeged, n. 1845 - Ľubochňa, † 1932)
- Simon Travaglia, scrittore neozelandese (Hamilton, n. 1964)
- Simon Kurt Unsworth, scrittore britannico (Manchester, n. 1972)
- Simon Vestdijk, scrittore olandese (Harlingen, n. 1898 - Utrecht, † 1971)
- Simon Winchester, scrittore e giornalista britannico (Londra, n. 1944)

## Scultori(1)
- Simon Guillain, scultore francese (Parigi, n. 1581 - Parigi, † 1658)

## Siepisti(2)
- Simon Koech, siepista keniano (contea di Kericho, n. 2003)
- Simon Vroemen, ex siepista olandese (Delft, n. 1969)

## Slittinisti(2)
- Simon Beck, ex slittinista liechtensteinese (Triesenberg, n. 1947)
- Simon Kainzwaldner, slittinista italiano (Bolzano, n. 1994)

## Snowboarder(1)
- Simon Schoch, snowboarder svizzero (Winterthur, n. 1978)

## Sollevatori(1)
- Simon Martirosyan, sollevatore armeno (Haykashen, n. 1997)

## Speedcuber(1)
- Simon Westlund, speedcuber svedese (Trollhättan, n. 1994)

## Storici(4)
- Simon Grunau, storico prussiano
- Simon Hornblower, storico britannico (n. 1949)
- Simon Rutar, storico e geografo sloveno (Caporetto, n. 1851 - Lubiana, † 1903)
- Simon Levis Sullam, storico italiano (Venezia, n. 1974)

## Storici della scienza(1)
- Simon Schaffer, storico della scienza britannico (Southampton, n. 1955)

## Tennistavolisti(1)
- Simon Gauzy, tennistavolista francese (Tolosa, n. 1994)

## Tennisti(4)
- Simon Aspelin, ex tennista svedese (Saltsjöbaden, n. 1974)
- Simon Greul, ex tennista tedesco (Stoccarda, n. 1981)
- Simon Stadler, ex tennista tedesco (Heidelberg, n. 1983)
- Simon Youl, ex tennista australiano (Symmons Plains, n. 1965)

## Teologi(1)
- Simon Episcopius, teologo olandese (Amsterdam, n. 1583 - Amsterdam, † 1643)

## Triatleti(2)
- Simon Lessing, triatleta britannico (Città del Capo, n. 1971)
- Simon Whitfield, triatleta canadese (Kingston, n. 1975)

## Tuffatori(1)
- Simon Rieckhoff, tuffatore svizzero (n. 1999)

## Velisti(2)
- Simon Hiscocks, velista britannico (Dorking, n. 1973)
- Ossie Stewart, ex velista britannico (Surbiton, n. 1954)

## Velocisti(2)
- Simon Boypa, velocista francese (Parigi, n. 1999)
- Simon Magakwe, velocista sudafricano (Itsoseng, n. 1986)

## Vescovi cattolici(4)
- Simon Pietro Grassi, vescovo cattolico italiano (Schilpario, n. 1856 - Tortona, † 1934)
- Simon Kulli, vescovo cattolico albanese (Pistull, n. 1973)
- Simon de Langres, vescovo cattolico francese (Nantes, † 1384)
- Simon Hòa Nguyễn Văn Hiền, vescovo cattolico vietnamita (Nhu Lý, n. 1906 - Da Lat, † 1973)

## Violinisti(2)
- Simon House, violinista e tastierista britannico (Nottingham, n. 1948 - † 2025)
- Simon Standage, violinista e direttore d'orchestra britannico (High Wycombe, n. 1941)

## Violisti(1)
- Simon Streatfeild, violista, direttore d'orchestra e docente britannico (Windsor, n. 1929 - † 2019)

## Wrestler(2)
- El Ligero, wrestler inglese (Leeds, n. 1985)
- Kip Sabian, wrestler britannico (Great Yarmouth, n. 1992)

## Senza attività specificata(3)
- Simon Ax, ex snowboarder svedese (n. 1983)
- Simon Billy, sciatore di velocità francese (Montpellier, n. 1991)
- Simon ben Zoma, ebreo antico (Israele)